# Camporrobles
Camporrobles è un comune spagnolo di 1 361 abitanti situato nella comunità autonoma Valenciana.